# جورج هوبير بيتس
جورج هوبير بيتس هو سياسي أمريكي، ولد في 8 ديسمبر 1884، وتوفي في 22 يوليو 1978. نشط حزبياً في الحزب الديمقراطي.